# Llista de jocs de la Super Nintendo
Aquesta és una 'llista dels jocs' de la consola Super Nintendo
| Índex A B C D E F G H I J K L M N O P Q R S T U V W X Y Z |

## 0-9
- 7th Saga
- 90 minutes: European Prime Goal

## A
- Aaahh!!! Real Monsters
- ABC Monday Night Football
- Acme Animation Factory
- ActRaiser
- ActRaiser 2
- Addams Family, The: Pugsley's Scavenger Hunt
- Addams Family Values
- Addams Family, The
- Adventure of Kid Kleets
- Adventures of Batman & Robin, The
- Adventures of Dr. Franken
- Adventures of Rocky & Bullwinkle and Friends, The
- Adventures of Yogi Bear
- Aero Fighters
- Aero the Acro-Bat
- Aero the Acro-Bat 2
- Aerobiz
- Aerobiz Supersonic
- Air Cavalry
- Air Strike Patrol ASP
- Al Unser Jr's Road to the Top
- Alfred Chicken
- Alien vs. Predator
- Alien 3
- Amazing Tennis
- American Gladiators
- An American Tail: Fievel Goes West
- Andre Agassi Tennis
- Animaniacs
- Another World
- Arcade's Greatest Hits: Atari Collection
- Arcana
- Archer MacLean's Dropzone
- Arcus Odyssey
- Ardy Lightfoot
- Arkanoid
- Art of Fighting
- Astérix
- Astérix & Obélix
- Axelay

## B
- B.O.B.
- Ballz 3D
- Barbie Super Model
- Barbie: Vacation Adventure
- Barkley: Shut Up and Jam!
- Bass Masters Classic
- Bass Masters Classic Pro Edition
- Bassin's Black Bass with Hank Parker
- Batman Forever
- Batman Returns
- Battle Blaze '
- Battle Cars
- Battle Clash
- Battle Grand Prix
- Battletoads & Double Dragon
- Battletoads in Battlemaniacs
- Bazooka Blitzkrieg
- Beavis and Butthead
- Bebe's Kids
- Beethoven's 2nd
- Best of the Best : Championship Karate
- Big Sky Trooper
- Biker Mice From Mars -
- Bill Laimbeer's Combat Basketball
- Bill Walsh College Football
- BioMetal
- Blackthorne
- Blazeon: The Bio-Cyborg Challenge
- Blazing Skies
- Blues Brothers
- Bonkers
- Boogerman: A Pick and Flick Adventure
- Boxing Legends of the Ring
- Brain Lord
- Brainies
- Bram Stoker's Dracula
- Brandish
- Brawl Brothers
- BreakThru!
- Breath of Fire
- Breath of Fire II: The Fated Child
- Brett Hull Hockey
- Brett Hull Hockey 95
- Bronkie
- Brunswick World Tour of Champions
- Brutal: Paws of Fury
- Bubsy in Claws Encounters of the Furred Kind
- Bubsy II
- Bugs Bunny: Rabbit Rampage
- Bulls vs. Blazers and the NBA Playoffs

## C
- Cacoma Knight in Biyland
- Cal Ripken Jr. Baseball
- California Games 2
- Cannondale Cup
- Capcom's MVP Football
- Capcom's Soccer Shootout
- Captain America and the Avengers
- Captain Commando
- Captain Novolin
- Carrier Aces
- Casper
- Castlevania: Vampire's Kiss
- Champion's World Class Soccer
- Championship Pool
- Championship Soccer '94
- Charles Barkley! Shut Up and Jam
- Chavez Boxing 2
- Chessmaster
- Chester Cheetah: Too Cool to Fool
- Chester Cheetah: Wild Wild Quest
- Choplifter III
- Chrono Trigger
- Chuck Rock
- Civilization
- ClayFighter
- ClayFighter 2: Judgement Clay
- ClayFighter: Tournament Edition
- Claymates
- Cliffhanger
- Clue
- College Football USA 97
- College Slam Basketball
- Combatribes
- Congo's Caper
- Cool Spot
- Cool World
- CutThroat Island
- Cyber Spin
- Cybernator

## D
- D-Force
- Daffy Duck: The Marvin Missions
- Darius Twin
- David Crane's Amazing Tennis
- Daze Before Christmas
- Death and Return of Superman
- Demolition Man
- Demon's Crest
- Dennis
- Desert Fighter
- Desert Strike -
- Dig and Spike Vollyball
- Dinocity
- Dino Dini's Soccer
- Dirt Racer
- Dirt Trax FX
- Disney's Aladdin
- Disney's Beauty and the Beast
- Disney's Goof Troop
- Disney's Jungle Book
- Disney's The Lion King
- Donkey Kong Country
- Donkey Kong Country 2: Diddy's Kong Quest
- Donkey Kong Country 3: Dixie Kong's Double Trouble!
- Doom
- Doomsday Warrior
- Double Dragon 5: The Shadow Falls
- Dragon : The Bruce Lee Story
- Dragon Ball Z: Super Butōden
- Dragon Ball Z : Hyper dimension
- Dragon View
- Dragon's Lair
- Drakkhen
- Dream TV
- Dungeon Master

## E
- EarthBound
- Earthworm Jim
- Earthworm Jim 2
- Earth Defense Force
- Eek! The Cat
- Elite Soccer
- Emmitt Smith Football
- Equinox
- Eric Cantona Football Challenge
- ESPN Baseball Tonight
- ESPN Hockey Night
- ESPN Speed World
- ESPN Sunday Night Football
- EVO: Search for Eden
- Extra Innings
- Eye of the Beholder

## F
- F-Zero
- F1 Pole Position
- F1 Pole Position 2
- F1 ROC: Race of Champions
- F1 ROC II: Race of Champions
- F1 World Championship Edition
- Faceball 2000
- Family Dog
- Family Feud
- Fatal Fury
- Fatal Fury 2
- Fatal Fury Special
- FIFA International Soccer
- FIFA Road To World Cup 98
- FIFA Soccer '96
- FIFA Soccer '97
- Fighter's History
- Final Fantasy II
- Final Fantasy III -
- Final Fantasy Mystic Quest
- Final Fight
- Final Fight 2
- Final Fight 3
- Final Fight Guy
- Firemen, The
- Firepower 2000
- Firestriker
- First Samurai
- Flashback
- Flintstones: The Movie (videojoc)
- Flintstones: The Treasure of Sierra Madrock
- Football Fury
- Foreman For Real
- Frank Thomas Big Hurt Baseball
- Frantic Flea
- Frogger
- Full Throttle Racing
- Fun 'n' Games

## G
- Gemfire
- Genghis Khan II: Clan of the Gray Wolf
- George Foreman's KO Boxing
- Ghoul Patrol -
- Goal!
- Gods
- GP-1
- GP-1: Part II
- Gradius III
- The Great Circus Mystery
- Great Waldo Search
- GunForce

## H
- Hagane: The Final Conflict
- HAL's Hole in One Golf
- HammerLock Wrestling
- Hanna Barbera's Turbo Toons
- Hardball 3
- Harley's Humongous Adventure -
- Harvest Moon
- Head-On Soccer
- Hebereke's Popoitto
- Hebereke's Popoon
- Hit the Ice
- Home Alone
- Home Alone 2: Lost in New York
- Home Improvement
- Hook
- Humans -
- Hungry Dinosaurs
- Hunt for Red October (videojoc)
- Hurricanes
- Hyper V-Ball
- HyperZone

## I
- Ignition Factor
- Illusion of Gaia
- Illusion of Time
- Imperium
- Incantation
- The Incredible Crash Dummies
- The Incredible Hulk
- Indiana Jones Greatest Adventures Trilogy
- Inindo: Way of the Ninja
- Inspector Gadget
- International Superstar Soccer
- International Superstar Soccer Deluxe
- International Tennis Tour
- Irem Skins Game
- The Itchy & Scratchy Game
- Izzy's Quest for the Olympic Rings

## J
- J.R.R Tolkien's The Lord of the Rings - Volume 1
- Jack Nicklaus Golf
- James Bond Jr.
- James Pond's Crazy Sports
- James Pond 3: Operation Starfish
- Jammit
- Jelly Boy
- Jeopardy! Deluxe
- Jeopardy! Sports
- Jetsons: The Invasion of the Planet Pirates
- Jim Power: The Lost Dimension in 3D
- Jimmy Connors Pro Tennis Tour
- Jimmy Houston's Bass Tournament USA
- Joe & Mac: Caveman Ninja
- Joe & Mac 2: Lost in the Tropics
- John Madden Football '93
- John Madden's Football
- Judge Dredd
- The Jungle Book (videojoc)
- Jungle Strike
- Jurassic Park
- Jurassic Park 2
- Justice League Task Force

## K
- Kablooey
- Kawasaki Caribbean Challenge
- Kawasaki Superbike Challenge
- Ken Griffey Jr.'s Winning Run
- Ken Griffey Presents Major League Baseball
- Kendo Rage
- Kevin Keegan's Player Manager
- Kick Off
- Kick Off 3: European Challenge
- Kid Klown in Crazy Chase
- Killer Instinct
- King Arthur & The Knights of Justice
- King Arthur's World
- King of Dragons
- King of the Monsters
- King of the Monsters 2
- Kirby Super Star
- Kirby's Avalanche
- Kirby's Dream Course
- Kirby's Dream Land 3
- Knights of the Round
- Krusty's Super Fun House
- Kyle Petty's No Fear Racing

## L
- Lagoon
- Lamborghini American Challenge
- Last Action Hero
- Lawnmower Man
- Legend
- Legend of the Mystical Ninja, The
- Legend of Zelda, The: A Link to the Past
- Lemmings
- Lemmings 2: The Tribes
- Lester the Unlikely
- Lethal Enforcers
- Lethal Weapon
- Liberty or Death
- Lock On
- Looney Tunes B-Ball
- Lost Vikings, The
- Lost Vikings 2
- Lucky Luke
- Lufia & The Fortress of Doom
- Lufia II

## M
- Madden NFL '94
- Madden NFL '95
- Madden NFL '96
- Madden NFL '97
- Madden NFL '98
- Magic Boy
- Magic Sword
- Magical Quest Starring Mickey Mouse,The
- Manchester United Soccer
- Mario is Missing !
- Mario Paint
- Mario's Early Years: Fun With Letters
- Mario's Early Years: Fun With Numbers
- Mario's Early Years: Pre-School
- Mario's Time Machine
- Mark Davis' The Fishing Master
- Marko's Magic Football
- Marvel Super Heroes: War of the Gems
- Mary Shelley's Frankenstein
- Mask,The
- Math Blaster: Episode 1
- Maui Mallard in Cold Shadow - Donald Duck
- Mecarobot Golf -
- Battletech
- MechWarrior 3050
- Mega Lo Mania
- Mega Man 7
- Mega Man Soccer
- Mega Man X
- Mega Man X2
- Mega Man X3
- Metal Combat: Falcon's Revenge
- Metal Marines
- Metal Morph
- Metal Warriors
- Michael Andretti's Indy Car Challenge
- Michael Jordan: Chaos in the Windy City
- Mickey Mania
- Mickey's Ultimate Challenge
- Micro Machines
- Micro Machines 2: Turbo Tournament -
- Might and Magic III: Isles of Terra
- Mighty Max
- Mighty Morphin Power Rangers
- Mighty Morphin Power Rangers Fighting Edition
- Miracle Piano Teaching System, The
- MLBPA Baseball
- Mohawk and Headphone Jack
- Monopoly
- Mortal Kombat
- Mortal Kombat II
- Mortal Kombat 3
- Ultimate Mortal Kombat 3
- Mountain Bike Rally
- Mr. Do!
- Mr. Nutz
- Ms. Pac-Man
- Musya: The Classic Japanese Tale of Horror
- Mutant Chronicles Doom Troopers

## N
- Natsume Championship Wrestling
- NBA All-Star Challenge
- NBA Give 'N Go
- NBA Hang Time
- NBA Jam
- NBA Jam Tournament Edition
- NBA Live '95
- NBA Live '96
- NBA Live '97
- NBA Live '98
- NBA Showdown
- NCAA Basketball
- NCAA Final Four Basketball
- NCAA Football
- Newman Hass Indy Car Racing
- NHL '94
- NHL '95
- NHL '96
- NHL '97
- NHL '98 -
- NHL Stanley Cup
- NHLPA Hockey '93
- Nickelodeon Guts
- Nigel Mansell's World Championship Racing
- Ninja Gaiden Trilogy
- Ninja Warriors
- No Escape
- Nobunaga's Ambition
- Nobunaga's Ambition: Lords of Darkness
- Nolan Ryan's Baseball
- Nosferatu

## O
- Obitus
- Ogre Battle: The March of the Black Queen
- Olympic Summer Games Atlanta 1996
- On the Ball
- Operation Europe: Path to Victory
- Operation Logic Bomb
- Operation Thunderbolt
- Oscar
- Out of This World
- Out to Lunch
- Outlander

## P
- Pac Attack
- Pac-In-Time
- Pac-Man 2: The New Adventures
- Packy and Marlon
- Pagemaster
- Paladin's Quest
- Paperboy 2
- Peace Keepers
- PGA European Tour
- PGA Tour 96
- PGA Tour Golf
- Phalanx
- Phantom 2040
- Pieces
- Pilotwings
- Pinball Dreams
- Pinball Fantasies
- Pinball Quest
- Pink Goes to Hollywood
- Pinocchio
- Pirates of Dark Water
- Pitfall: The Mayan Adventure
- Pit-Fighter
- Plok
- Pocky & Rocky
- Pocky & Rocky 2
- Populous
- Porky Pig's Haunted Holiday
- Power Instinct
- Power Moves
- Power Piggs of the Dark Ages
- Power Rangers Zeo: Battle Racers
- Prehistorik Man
- Primal Rage
- Prince of Persia
- Prince of Persia 2: The Shadow and the Flame
- Pro Quarterback
- Pro Sport Hockey
- PTO 2
- PTO Pacific Theater of Operations
- Push-Over
- Puzzle Bobble

## Q
- Q*bert 3

## R
- Race Drivin'
- Radical Rex
- Raiden Trad
- Rampart
- Ranma 1⁄2: Hard Battle
- Rap Jam: Volume One
- Realm
- Redline F-1 Racer
- Relief Pitcher
- Ren & Stimpy Show: Buckaroo$
- Ren & Stimpy Show: Time Warp
- Ren & Stimpy Show: Veediots!
- Ren & Stimpy Show Part II: Fire Dogs
- Revolution X
- Rex Ronan: Experimental Surgeon
- Riddick Bowe Boxing
- Rise of the Phoenix
- Rise of the Robots
- Rival Turf
- Road Riot 4WD
- Road Runner's Death Valley Rally
- RoboCop 3
- RoboCop versus the Terminator
- Robotrek
- Rock 'N Roll Racing
- Rocketeer
- Rocko's Modern Life: Spunky's Dangerous Day
- Rocky Rodent
- Roger Clemens' MVP Baseball
- Romance of the Three Kingdoms II
- Romance of the Three Kingdoms III
- Romance of the Three Kingdoms IV
- RPM Racing
- R-Type III
- Run Saber

## S
- Samurai Shodown
- Saturday Night Slam Masters
- Smurfs (videojoc)
- Smurfs 2
- Scooby-Doo Mysteries
- SeaQuest DSV
- Secret of Evermore
- Secret of Mana
- Shadowrun
- Shanghai 2: Dragon's Eye
- Shaq Fu
- Shien's Revenge
- Sid Meier's Civilization
- Side Pocket
- SimAnt
- SimCity
- SimCity 2000
- SimEarth
- Simpsons: Bart's Nightmare
- Simpsons: Virtual Bart
- Skul Jagger: Revolt of the Westicans
- Sky Blazer
- Smart Ball
- Snow White: Happily Ever After
- Soccer Kid
- Soldiers of Fortune
- Sonic Blastman
- Sonic Blastman 2
- SOS
- SOS: Sink or Swim
- Soul Blazer
- Space Ace
- Space Football
- Space Invaders
- Space Megaforce
- Spanky's Quest
- Sparkster
- Spawn
- Spectre
- Speed Racer
- Speedy Gonzales: Los Gatos Bandidos
- Spider-Man: Animated Series
- Spider-Man & Venom: Maximum Carnage
- Spider-Man & Venom: Separation Anxiety
- Spider-Man and the X-Men: Arcade's Revenge
- Spindizzy Worlds
- Spirou
- Sporting News Baseball
- Sports Illustrated Championship Football & Baseball
- Star Ocean: Fantastic Space Odyssey
- Star Trek: Starfleet Academy - Starship Bridge Simulator
- Star Trek: The Next Generation
- Star Trek DSN
- Stargate
- Starwing
- Steel Talons
- Sterling Sharpe End 2 End
- Stone Protectors
- Street Combat
- Street Fighter Alpha 2
- Street Fighter II: The World Warrior
- Street Fighter II Turbo
- Streer Fighter Challenge 2
- Street Hockey '95
- Street Racer
- Strike Gunner: S.T.G.
- Stunt Race FX
- Sunset Riders
- Super 3D Noah's Ark
- Super Adventure Island
- Super Adventure Island II
- Super Aleste
- Super Alfred Chicken
- Super Aquatic Games Starring the Aquabats
- Super Baseball 2020
- Super Baseball Simulator 1000
- Super Bases Loaded
- Super Bases Loaded 2
- Super Bases Loaded 3
- Super Batter Up
- Super Battleship
- Super Battletank
- Super Battletank 2
- Super Black Bass
- Super Bomberman
- Super Bomberman 2
- Super Bomberman 3
- Super Bonk
- Super Bowling
- Super Buster Bros.
- Super Caesars Palace
- Super Castlevania IV
- Super Chase HQ
- Super Conflict
- Super Double Dragon
- Super Earth Defense Force
- Super Empire Strikes Back
- Super Ghouls 'N Ghosts
- Super Goal! 2
- Super Godzilla
- Super High Impact
- Super Hockey
- Super James Pond
- Super Mario All-Stars
- Super Mario Kart
- Super Mario RPG: Legend of the Seven Stars
- Super Mario World
- Super Mario World 2: Yoshi's Island
- Super Metroid
- Super Ninja Boy
- Super Nova
- Super Off Road
- Super Off Road: The Baja
- Super Pinball: Behind the Mask
- Super Play Action Football
- Super Probotector: Alien Rebels
- Super Punch Out
- Super Putty
- Super RBI Baseball
- Super Return of the Jedi
- Super R-Type
- Super Slam Dunk
- Super Slap Shot
- Super Smash TV
- Super Soccer
- Super Soccer Champ
- Super Solitaire
- Super Star Wars
- Super Street Fighter II: The New Challengers
- Super Strike Eagle
- Super SWIV
- Super Tennis
- Super Troll Islands
- Super Turrican
- Super Turrican 2
- Super Valis IV
- Super Widget
- Suzuka 8 Hours
- SWAT Kats: The Radical Squadron
- Syndicate

## T
- T2: The Arcade Game
- Taz-Mania
- Tecmo Secret of the Stars
- Tecmo Super Baseball
- Tecmo Super Bowl
- Tecmo Super Bowl II: Special Edition
- Tecmo Super Bowl III: Final Edition
- Tecmo Super NBA Basketball
- Teenage Mutant Ninja Turtles: Turtles in Time
- Teenage Mutant Ninja Turtles: Tournament Fighters
- Terranigma
- Terminator
- Terminator 2: Judgment Day
- Test Drive II: The Duel
- Tetris & Dr. Mario
- Tetris 2
- Tetris Attack
- Thomas the Tank Engine & Friends
- Three Ninjas Kick Back
- Thunder Spirits
- The Tick
- Time Cop
- Time Slip
- Time Trax
- Timon & Pumbaa's Jungle Games
- Tin Star
- Tintin al Tibet
- Tiny Toon Adventures: Buster Busts Loose
- Tiny Toon Adventures: Wacky Sports Challenge
- TKO Super Championship Boxing
- TNN Bass Tournament of Champions
- Tom and Jerry
- Tommy Moe's Winter Extreme: Skiing & Snowboarding
- Tony Meola's Sidekick Soccer
- Top Gear
- Top Gear 2
- Top Gear 3000
- Total Carnage
- Toy Story
- Toys: Let the Toy Wars Begin!
- Troddlers
- Troy Aikman NFL Football
- True Golf: Wicked 18
- True Golf Classics: Pebble Beach Golf Links
- True Golf Classics: Waialae Country Club
- True Lies
- Tuff E Nuff
- Turn and Burn: No-Fly Zone
- Twisted Tales of Spike McFang

## U
- U.N. Squadron
- Ultima: Runes of Virtue 2
- Ultima VI: The False Prophet
- Ultima VII: The Black Gate
- Ultimate Fighter
- Ultimate Mortal Kombat 3
- Ultraman: Towards the Future
- Uncharted Waters
- Uncharted Waters New Horizons
- Unirally
- Untouchables
- Urban Strike
- Utopia: The Creation of a Nation

## V
- Val D'Isère Championship
- Vegas Stakes
- Vortex

## W
- Wanderers from Ys
- War 2410
- War 3010: The Revolution
- Wario's Woods
- Warlock
- Warp Speed
- Wayne Gretzky Hockey NHLPA All-Stars
- Wayne's World
- WCW: Super Brawl Wrestling
- Weaponlord
- We're Back: A Dinosaur Story
- Wheel of Fortune: Featuring Vanna White
- Wheel of Fortune Deluxe!
- Where in the World is Carmen Sandiego?
- Where in Time is Carmen Sandiego?
- Whizz
- World Soccer '94: Road to Glory / Striker / Eric Cantona Football Challenge
- WildCATS
- Wild Guns
- WildSnake
- Williams Arcade's Greatest Hits
- Wings 2 : Aces High
- Wing Commander
- Wing Commander: The Secret Missions
- Wings 2: Ace High
- Winter Olympic Games: Lillehammer '94
- Wizard of Oz
- Wizardry 5 Heart of the Maelstrom
- Wolfchild
- Wolfenstein 3D
- Wolverine: Adamantium Rage
- Wordtris
- World Cup USA '94
- World Heroes
- World Heroes 2
- World League Soccer
- WWF Raw
- WWF Royal Rumble
- WWF Super WrestleMania
- WWF WrestleMania: The Arcade Game

## X
- Xardion
- X-Kaliber 2097
- X-Men : Mutant Apocalypse
- X-Zone

## Y
- Yogi Bear: Cartoon Capers
- Yoshi's Cookie
- Yoshi's Safari
- Young Merlin

## Z
- Zero the Kamikaze Squirrel
- Zombies Ate My Neighbors
- Zool
- Zoop